# Taekwondo nos Jogos Olímpicos de Verão da Juventude de 2018
As competições de taekwondo nos Jogos Olímpicos de Verão da Juventude de 2018 ocorreram entre 7 e 11 de outubro em um total de dez eventos. As competições aconteceram no Pavilhão Oceania do Parque Olímpico da Juventude, localizado em Buenos Aires, Argentina.

## Calendário
| Outubro   | 6 | 7 | 8 | 9 | 10 | 11 | 12 | 13 | 14 | 15 | 16 | 17 | 18 |
| --------- | - | - | - | - | -- | -- | -- | -- | -- | -- | -- | -- | -- |
| Taekwondo |   | 2 | 2 | 2 | 2  | 2  |    |    |    |    |    |    |    |

|  | Dia de competição |  | Dia de final |

## Qualificação
Masculino
| Competitição                    | Vagas | Qualificados                                                                                        | Qualificados                                                                          | Qualificados                                                                                                | Qualificados                                                                                 | Qualificados                                                                        |
| Competitição                    | Vagas | –48 kg                                                                                              | –55 kg                                                                                | –63 kg | –73 kg                                                                                       | +73 kg                                                                              |
| ------------------------------- | ----- | --------------------------------------------------------------------------------------------------- | ------------------------------------------------------------------------------------- | --- | -------------------------------------------------------------------------------------------- | ----------------------------------------------------------------------------------- |
| País-sede                       | 0/1   | ARG Argentina                                                                                       | ARG Argentina                                                                         | – | –                                                                                            | ARG Argentina                                                                       |
| Torneio de Qualificação Mundial | 7/8   | UZB Uzbequistão RUS Rússia TUN Tunísia GEO Geórgia KOR Coreia do Sul USA Estados Unidos CRO Croácia | RUS Rússia GRE Grécia JOR Jordânia SRB Sérvia ESP Espanha CHN China KOR Coreia do Sul | IRI Irã UKR Ucrânia RUS Rússia ITA Itália KOR Coreia do Sul KSA Arábia Saudita THA Tailândia AZE Azerbaijão | EGY Egito IRI Irã ARM Armênia BEL Bélgica ECU Equador TPE Taipé Chinês GRE Grécia SRB Sérvia | EGY Egito TPE Taipé Chinês CAN Canadá IRI Irã SLO Eslovênia NOR Noruega POL Polônia |
| Convites                        | 2     | COM Comores PLE Palestina                                                                           | CPV Cabo Verde NIG Níger                                                              | COD República Democrática do Congo LBA Líbia SSD Sudão do Sul                                               | CHA Chade NCA Nicarágua                                                                      |                                                                                     |
| Total                           | 10    | |                                                                                       | |                                                                                              |                                                                                     |

Feminino
| Competição                      | Vagas | Qualificados                                                                                      | Qualificados                                                                                        | Qualificados                                                                      | Qualificados                                                                              | Qualificados                                                                       |
| Competição                      | Vagas | –44 kg                                                                                            | –49 kg                                                                                              | –55 kg                                                                            | –63 kg                                                                                    | +63 kg                                                                             |
| ------------------------------- | ----- | ------------------------------------------------------------------------------------------------- | --------------------------------------------------------------------------------------------------- | --------------------------------------------------------------------------------- | ----------------------------------------------------------------------------------------- | ---------------------------------------------------------------------------------- |
| País-sede                       | 0/1   | -                                                                                                 | ARG Argentina                                                                                       | ARG Argentina                                                                     | –                                                                                         | ARG Argentina                                                                      |
| Torneio de Qualificação Mundial | 7/8   | RUS Rússia KOR Coreia do Sul CRO Croácia MEX México TUR Turquia IRI Irã ITA Itália AZE Azerbaijão | USA Estados Unidos CHN China RUS Rússia GBR Grã-Bretanha KOR Coreia do Sul VIE Vietnã THA Tailândia | GRE Grécia JOR Jordânia BRA Brasil THA Tailândia CHN China EGY Egito MAR Marrocos | MEX México SRB Sérvia ITA Itália IRI Irã JOR Jordânia TUN Tunísia CRO Croácia CZE Chéquia | CHN China IRI Irã RUS Rússia POL Polônia MAR Marrocos TUR Turquia GBR Grã-Bretanha |
| Convites                        | 2     |                                                                                                   | BHU Butão CAM Camboja DJI Djibuti                                                                   | GAB Gabão MKD Macedônia do Norte                                                  | CIV Costa do Marfim STP São Tomé e Príncipe                                               | MLI Mali TGA Tonga                                                                 |
| Total                           | 10    |                                                                                                   | |                                                                                   |                                                                                           |                                                                                    |

## Medalhistas
Masculino
| Evento                 | Ouro                          | Prata                            | Bronze                                                                |
| ---------------------- | ----------------------------- | -------------------------------- | --------------------------------------------------------------------- |
| Até 48 kg detalhes     | Dmitrii Shishko RUS Rússia    | Ulugbek Rashitov UZB Uzbequistão | Im Seong-bin KOR Coreia do Sul Mohamed Khalil Jendoubi TUN Tunísia    |
| Até 55 kg detalhes     | Georgii Popov RUS Rússia      | Kim Kang-min KOR Coreia do Sul   | Zaid Abdul Kareem JOR Jordânia Mahamadou Amadou NIG Níger             |
| Até 63 kg detalhes     | Cho Won-hee KOR Coreia do Sul | Nareupong Thepsen THA Tailândia  | Javad Aghayev AZE Azerbaijão Gabriele Caulo ITA Itália                |
| Até 73 kg detalhes     | Ali Eshkevarian IRI Irã       | Badr Achab BEL Bélgica           | Darlyn Padilla ECU Equador Eyad Adel Mahmoud EGY Egito                |
| Mais de 73 kg detalhes | Mohammadali Khosravi IRI Irã  | Lee Meng-en TPE Taipé Chinês     | Nisar Ahmad Abdul Rahimzai AFG Afeganistão Ethan McClymont CAN Canadá |

Feminino
| Evento                 | Ouro                                  | Prata                                 | Bronze                                                 |
| ---------------------- | ------------------------------------- | ------------------------------------- | ------------------------------------------------------ |
| Até 44 kg detalhes     | Polina Shcherbakova RUS Rússia        | Kang Mi-reu KOR Coreia do Sul         | Lena Stojković CRO Croácia Alicia Rodríguez MEX México |
| Até 49 kg detalhes     | Elizaveta Ryadninskaya RUS Rússia     | Anastasija Zolotic USA Estados Unidos | Cao Zihan CHN China Lee Ye-ji KOR Coreia do Sul        |
| Até 55 kg detalhes     | Kanthida Saengsin THA Tailândia       | Safia Salih MAR Marrocos              | Sandy Macedo BRA Brasil Fani Tzeli GRE Grécia          |
| Até 63 kg detalhes     | Yalda Valinejad IRI Irã               | Nadica Božanić SRB Sérvia             | Assunta Cennamo ITA Itália Leslie Soltero MEX México   |
| Mais de 63 kg detalhes | Fatima-Ezzahra Aboufaras MAR Marrocos | Kimia Hemati IRI Irã                  | Mu Wenzhe CHN China Kristina Adebaio RUS Rússia        |

## Quadro de medalhas
| Ordem | País               | Medalha de ouro | Medalha de prata | Medalha de bronze |    |
| ----- | ------------------ | --------------- | ---------------- | ----------------- | -- |
| 1     | RUS Rússia         | 4               |                  | 1                 | 5  |
| 2     | IRI Irã            | 3               | 1                |                   | 4  |
| 3     | KOR Coreia do Sul  | 1               | 2                | 2                 | 5  |
| 4     | MAR Marrocos       | 1               | 1                |                   | 2  |
|       | THA Tailândia      | 1               | 1                |                   | 2  |
| 6     | BEL Bélgica        |                 | 1                |                   | 1  |
|       | USA Estados Unidos |                 | 1                |                   | 1  |
|       | SRB Sérvia         |                 | 1                |                   | 1  |
|       | TPE Taipé Chinês   |                 | 1                |                   | 1  |
|       | UZB Uzbequistão    |                 | 1                |                   | 1  |
| 11    | CHN China          |                 |                  | 2                 | 2  |
|       | ITA Itália         |                 |                  | 2                 | 2  |
|       | MEX México         |                 |                  | 2                 | 2  |
| 14    | AFG Afeganistão    |                 |                  | 1                 | 1  |
|       | AZE Azerbaijão     |                 |                  | 1                 | 1  |
|       | BRA Brasil         |                 |                  | 1                 | 1  |
|       | CAN Canadá         |                 |                  | 1                 | 1  |
|       | CRO Croácia        |                 |                  | 1                 | 1  |
|       | EGY Egito          |                 |                  | 1                 | 1  |
|       | ECU Equador        |                 |                  | 1                 | 1  |
|       | GRE Grécia         |                 |                  | 1                 | 1  |
|       | JOR Jordânia       |                 |                  | 1                 | 1  |
|       | NIG Níger          |                 |                  | 1                 | 1  |
|       | TUN Tunísia        |                 |                  | 1                 | 1  |
| TOTAL | TOTAL              | 10              | 10               | 20                | 40 |